# فهرست دیدارهای والیبال ایران و آمریکا
تیم ملی ایران و ایالات متحده آمریکا تاکنون ۲۳ بار در مقابل یکدیگر قرار گرفته‌اند. حاصل این دیدارها ۸ برد برای ایران و ۱۵ برد برای ایالات متحده آمریکا می‌باشد.

## اولین بازی
اولین بازی بین این دو تیم در تاریخ ۲۴ سپتامبر در شهر صوفیه در قهرمانی جهان ۱۹۷۰ برگزار شد که با نتیجه سه بر دو به سود آمریکا به پایان رسید.

## فهرست کلی بازیها
| #                                          | تیم   | نتیجه بازی | تیم                 | عنوان مسابقات               |
| ------------------------------------------ | ----- | ---------- | ------------------- | --------------------------- |
| ۱                                          | ایران | ۲–۳        | ایالات متحده آمریکا | قهرمانی جهان ۱۹۷۰           |
| ۲                                          | ایران | ۰–۳        | ایالات متحده آمریکا | قهرمانی جهان ۲۰۰۶           |
| ۳                                          | ایران | ۰–۳        | ایالات متحده آمریکا | جام جهانی ۲۰۱۱              |
| ۴                                          | ایران | ۳–۲        | ایالات متحده آمریکا | جام بزرگ قهرمانان جهان ۲۰۱۳ |
| ۵                                          | ایران | ۰–۳        | ایالات متحده آمریکا | لیگ جهانی ۲۰۱۴              |
| ۶                                          | ایران | ۳–۲        | ایالات متحده آمریکا | قهرمانی جهان ۲۰۱۴           |
| ۷                                          | ایران | ۱–۳        | ایالات متحده آمریکا | لیگ جهانی ۲۰۱۵              |
| ۸                                          | ایران | ۱–۳        | ایالات متحده آمریکا | لیگ جهانی ۲۰۱۵              |
| ۹                                          | ایران | ۳–۰        | ایالات متحده آمریکا | لیگ جهانی ۲۰۱۵              |
| ۱۰                                         | ایران | ۳–۰        | ایالات متحده آمریکا | لیگ جهانی ۲۰۱۵              |
| ۱۱                                         | ایران | ۱–۳        | ایالات متحده آمریکا | جام جهانی ۲۰۱۵              |
| ۱۲                                         | ایران | ۱–۳        | ایالات متحده آمریکا | لیگ جهانی ۲۰۱۶              |
| ۱۳                                         | ایران | ۱–۳        | ایالات متحده آمریکا | لیگ جهانی ۲۰۱۷              |
| ۱۴                                         | ایران | ۳–۲        | ایالات متحده آمریکا | جام بزرگ قهرمانان جهان ۲۰۱۷ |
| ۱۵                                         | ایران | ۰–۳        | ایالات متحده آمریکا | لیگ ملت‌ها ۲۰۱۸              |
| ۱۶                                         | ایران | ۰–۳        | ایالات متحده آمریکا | قهرمانی جهان ۲۰۱۸           |
| ۱۷                                         | ایران | ۰–۳        | ایالات متحده آمریکا | لیگ ملت‌ها ۲۰۱۹              |
| ۱۸                                         | ایران | ۱–۳        | ایالات متحده آمریکا | جام جهانی ۲۰۱۹              |
| ۱۹                                         | ایران | ۳–۰        | ایالات متحده آمریکا | لیگ ملت‌ها ۲۰۲۱              |
| ۲۰                                         | ایران | ۳–۰        | ایالات متحده آمریکا | لیگ ملت‌ها ۲۰۲۲              |
| ۲۱                                         | ایران | ۰–۳        | ایالات متحده آمریکا | لیگ ملت‌ها ۲۰۲۳              |
| ۲۲                                         | ایران | ۳–۲        | ایالات متحده آمریکا | لیگ ملت‌ها ۲۰۲۴              |
| ۲۳                                         | ایران | ۲–۳        | ایالات متحده آمریکا | لیگ ملت‌ها ۲۰۲۵              |
| برد ایران: ۸ / برد ایالات متحده آمریکا: ۱۵ |       |            |                     |                             |